# Ryan Peniston
Ryan Peniston (ur. 10 listopada 1995 w Southend-on-Sea) – brytyjski tenisista.

## Kariera tenisowa
W karierze zwyciężył w czterech singlowych oraz jednym deblowym turnieju rangi ITF.
W 2021 roku podczas Wimbledonu zadebiutował w wielkoszlemowym turnieju głównym w grze podwójnej. W parze z Liamem Broadym odpadł w pierwszej rundzie. W tym samym turnieju wystąpił również w rozgrywkach gry mieszanej. Startując w parze z Eden Silvą, odpadł w pierwszej rundzie.
Rok później otrzymał dziką kartę do turnieju głównego Wimbledonu w singlu. Pokonał wówczas w pierwszej rundzie Henriego Laaksonena, a następnie przegrał ze Steve’em Johnsonem.
W rankingu gry pojedynczej najwyżej był na 123. miejscu (18 lipca 2022), a w klasyfikacji gry podwójnej na 384. pozycji (13 czerwca 2022).